# Chaos and Creation in the Backyard
Chaos and Creation in the Backyard är ett album från 2005 av den brittiske popartisten Paul McCartney.
Jämfört med McCartneys föregående skiva Driving Rain kan denna karakteriseras som nedtonad och inåtvänd. Enbart två låtar kan karakteriseras som glada poplåtar (inledande singeln "Fine Line" och "Promise to You Girl"), vilket är ovanligt lite för denna artist. Albumet fick ett mycket varmt mottagande.
Turnébandet som Paul hade samlat ihop till Driving Rain bidrar här till en låt ("Follow Me"), men i övrigt spelar Paul i stort sett alla instrument själv.
I Japan släpptes skivan med en bonuslåt: "She Is So Beautiful".
Två singlar släpptes från Chaos and Creation:
- "Fine Line"

B-sidor: "Comfort of Love", "Growing up Falling down"
- "Jenny Wren"

B-sidor: "I Want You to Fly", "This Loving Game", "Summer of '59"

## Låtlista
Alla låtar skrivna av McCartney
1. "Fine Line"
2. "How Kind of You"
3. "Jenny Wren" 
  - Har beskrivits av Paul som "dotter till Blackbird".
4. "At the Mercy"
5. "Friends to Go"
6. "English Tea" 
  - Påminner till stor del om den typ av låtar Paul kunde skriva under mitten av 60-talet.
7. "Too Much Rain"
8. "A Certain Softness"
9. "Riding to Vanity Fair"
10. "Follow Me"
11. "Promise to You Girl"
12. "This Never Happened Before"
13. "Anyway" 
  - Omedelbart efter denna låt kommer ett bonusspår i form av instrumentallåten "I've Only Got Two Hands".